# Roman Šebrle

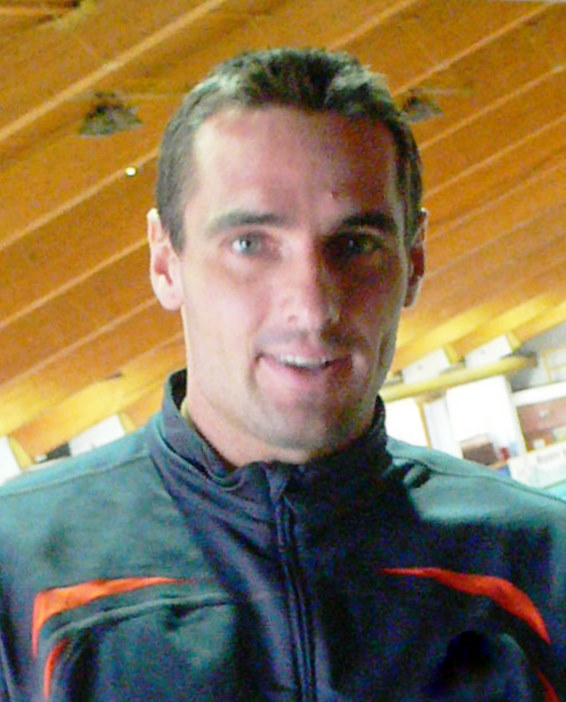
Roman Šebrle.

Roman Šebrle, [ˈroman ˈʃɛbr̩lɛ];  (Lanškroun, Checoslovaquia, 29 de noviembre de 1974) es un exatleta checo especialista en pruebas combinadas. Fue medalla de oro en decatlón en los Juegos Olímpicos de Atenas 2004 y plata en los de Sídney 2000. Además ostentó la plusmarca mundial de la especialidad con 9026 puntos hechos en 2001, que fue superada por el estadounidense Ashton Eaton el 23 de junio de 2012 con 9039 pts.

## Biografía
Šebrle nació en Lanškroun, Checoslovaquia. Estudió en el Gymnázium Františka Martina Pelcla (tdl. ‘František Martin Pelcl Gymnasium’) en Rychnov nad Kněžnou y en el Gymnázium Pardubice. Después estudió un curso de ampliación de Ciencias de la información y Tecnología informática.
El 14 de octubre de 2000, Šebrle se casó con Eva Kasalová, ex atleta checa que compitió en pista en 400 y 800 metros. Su hijo, Štěpán, nació el 4 de septiembre de 2002 y su hija Kateřina el 30 de enero de 2006.
Cuando Roman Šebrle tenía seis años, empezó a jugar al fútbol, pero también participó ocasionalmente en competiciones de atletismo. En 1987 se rompió el peroné y la tibia de una pierna al chocar con el portero rival durante un partido de fútbol. Tras este incidente tuvo la pierna escayolada durante 2 meses y pasó un año aprendiendo a andar.
Compitió en su primera competición de decatlón en 1991 en Týniště nad Orlicí, alcanzando 5.187 puntos. Entonces conoció al entrenador Jiří Čechák, que le convenció para cambiar de escuela de Rychnov nad Kněžnou a Pardubice, donde se unió al Club de Atletismo en 1992. Mejoró su marca personal en decatlón hasta los 7642 puntos, aunque sólo realizó un entrenamiento ligero.
En 1995 comenzó su servicio militar obligatorio de dos años en el Fuerzas Armadas Checas. Se unió al club deportivo del ejército Dukla Praga y a su grupo de decatletas dirigido por el entrenador Zdeněk Váňa, y ha seguido siendo miembro desde entonces. Así, sigue siendo automáticamente un soldado del Ejército checo, aunque de hecho no participa en ninguna operación militar ni, salvo contadas excepciones, en ningún entrenamiento militar.

## Trayectoria
Superó por primera vez la barrera de los 8.000 puntos en 1996 en Praga, cuando hizo 8.210 puntos y ganó su primer campeonato de la República Checa. Al año siguiente participó en los Campeonatos del Mundo de Atenas 1997, donde ocupó la novena posición, y por primera vez ese año se metió entre los 10 mejores del ranking mundial con 8.380 puntos hechos en Catania, Italia, donde ganó la medalla de oro en la Universiada. 
En 1998 fue sexto en los Campeonatos de Europa de Budapest, y quinto del ranking mundial con 8.589 puntos hechos en Tallin, Estonia. Su primera medalla fue el bronce de heptatlón en los mundiales indoor de 1999 en Maebashi, Japón, (en indoor se disputa el heptatlón, que son siete pruebas, mientras que al aire libre de disputa el decatlón que son diez). Ese año volvió a ser quinto del ranking mundial de decatlón con 8.527 puntos, que no mejoraba su marca del año anterior. Participó en los campeonatos mundiales al aire libre en Sevilla, aunque no pudo acabar la prueba por problemas físicos.
El año 2000 sería el de su consagración en la élite. En el invierno fue subcampeón europeo indoor en Gante, Bélgica, y ya en el verano logró en Gotzis, Austria, una marca de 8.757 puntos. En los Juegos Olímpicos de Sídney tuvo una gran actuación y ganó la medalla de plata con 8.606 puntos, solo superado por el estonio Erki Nool (8.641 puntos).
En 2001 se proclamó campeón del mundo indoor en Lisboa, y el 27 de mayo consiguió en la ciudad austriaca de Gotzis un hito histórico, al convertirse en el primer hombre en superar la mítica barrera de los 9.000 puntos en el decatlón, estableciendo un nuevo récord mundial con 9.026 puntos. El récord anterior lo tenía precisamente su compatriota Tomas Dvorak desde 1999 con 8.994 puntos. Sin embargo ese año 2001 Šebrle decepcionó en los mundiales de Edmonton, Canadá, donde rindió a muy bajo nivel y acabó en una muy discreta 10.º posición. El campeón fue su compatriota Tomas Dvorak. En 2002 Šebrle se proclamó campeón de Europa tanto en indoor en Viena, como al aire libre en Múnich, y volvió a liderar el ranking mundial con 8.800 puntos. En 2003 solo pudo ser tercero en los mundiales indoor de Birmingham, y segundo en los mundiales al aire libre de París, donde fue batido por el estadounidense Tom Pappas. Pese a todo lideró el ranking mundial por tercer año consecutivo con 8.807 puntos. En 2004 se proclamó por segunda vez campeón mundial indoor, en Budapest, tras su triunfo de 2001, y ya en el verano conseguía el mayor logro de su carrera, al gana la medalla de oro en los Juegos Olímpicos de Atenas 2004 con un nuevo récord olímpico, 8.893 puntos, establecido hace 20 años por el decatleta británico Daley Thompson en los Juegos Olímpicos de 1984 en Los Ángeles, y superando al estadounidense Brian Clay, plata con 8.820 puntos, y al kazajo Dimitry Karpov, bronce con 8.725 puntos. Tras la victoria en Atenas, el ministro checo de Defensa le ascendió al rango de mayor.
Los mejores resultados de Šebrle en los Campeonatos del Mundo fueron el oro en 2007 (Osaka) y la plata en 2003 (París) y 2005 (Helsinki). También triunfó en los Campeonatos del Mundo de Atletismo en Pista Cubierta en heptatlón, consiguiendo el oro en 2001 (Lisboa) y 2004 (Budapest, batiendo el récord europeo con 6.438 puntos), y el bronce en 1999 (Maebashi), 2003 (Birmingham) y 2006 (Moscú). En 2005 ganó el Campeonato de Europa en pista cubierta en heptatlón (Madrid), en 2006 el Campeonato de Europa en decatlón por segunda vez (Gotemburgo) y en 2007 consiguió su tercer oro europeo en pista cubierta (Birmingham).
En 2005 se proclamó por segunda vez campeón de Europa indoor, en Madrid, pero luego Šebrle ha visto como su hegemonía de los últimos años se ha visto desplazada precisamente por el subcampeón olímpico en Atenas, Brian Clay, que se proclamó campeón del mundo en Helsinki relegando a Šebrle a la segunda posición, y lideró también el ranking mundial del año. Precisamente en los Helsinki Roman Šebrle se vio envuelto en una polémica junto a su compañero y ex plusmarquista mundial Tomas Dvorak, por una supuesta violación de las normas antidopaje, ya que algunos testigos vieron como recibían una inyección intravenosa justo antes de celebrarse la prueba de 1.500 metros, algo que desató las sospechas sobre ello. Sin embargo tras la investigación que llevó a cabo la IAAF y que solo duró unas horas se aclaró el tema y se llegó a la conclusión de que el médico del equipo checo solo les había suministrado unos mililitros de glucosa, algo que no está prohibido y que es bastante habitual.
La suma de sus mejores marcas personales en disciplinas individuales es de 9.326 puntos (la tercera mejor marca de la historia tras Dan O'Brien y Mike Smith). Es el único decatleta que ha terminado 40 competiciones de decatlón con una puntuación superior a 8.000 puntos y 20 competiciones con una puntuación superior a 8.500 puntos (a 2007 de 10). Šebrle también fue elegido mejor atleta checo del año cinco veces consecutivas (2002-2006), y en 2004 recibió el título de deportista checo del año. En 2002 recibió el Trofeo Guth-Jarkovský por su récord mundial, que concede el Comité Olímpico Checo a la mejor marca de un atleta checo conseguida durante el año anterior. 
En el 2007 logró el título de Campeón del Mundo de decatlón en Osaka, previamente había sido medalla de plata en dos ocasiones. Faltando dos pruebas para el final, estaba en la segunda posición por detrás del jamaicano Maurice Smith, revelación de la prueba. Un gran lanzamiento de jabalina le permitió alcanzar el primer puesto, mejorando su marca personal, primer lugar que mantendría en la prueba de 1.500 metros. Fue alcanzado accidentalmente por una jabalina durante las reuniones. Se retiró de las competiciones atléticas en el 2013.

## Mejores marcas
- 100 metros - 10,64 (2000)
- 60 metros - 6,91i
- Salto de longitud - 8,11 (2001) - 7,97i
- Lanzamiento de peso - 16,36 (2004) - 16,28i
- Salto de altura - 2,15 (2000) - 2,13i
- 400 metros - 47,76 (1999)
- 110 metros vallas - 13,79 (1999)
- 60 metros vallas - 7,84i
- Lanzamiento de disco - 49,37 (2003)
- Salto con pértiga - 5,20 (2003) - 5,05i
- Lanzamiento de jabalina - 71,18 (2007)
- 1.500 metros - 4:21.98 (2001)
- 1.000 metros - 2:37.86i
- Decatlón - 9.026 (2001)
- Heptatlón - 6.438 (2004)
- Decatlón _8.893 (2004)